# 馬洛里斯維爾 (喬治亞州)
馬洛爾斯維爾（英語：Mallorysville）是位於美國喬治亞州威爾克斯縣的一個非建制地區。該地的面積和人口皆未知。

## 地理
馬洛爾斯維爾的座標為33°53′42″N 82°46′28″W / 33.89500°N 82.77444°W，而該地的平均海拔高度為159米（即522英尺）。